# 星野川
星野川（ほしのがわ）は、矢部川水系の支流で福岡県八女市を流れる河川。

## 地理
福岡県八女市星野東部の熊渡山に源を発する。星野地区内を東から西に流れ、福岡県八女市祈祷院と八女市柳島の境界で矢部川に合流する。

## 流域の自治体
福岡県
八女市